# Pseudomonacanthus macrurus
Pseudomonacanthus macrurus es una especie de peces de la familia Monacanthidae en el orden de los Tetraodontiformes.

## Morfología
Pueden llegar alcanzar los 18 cm de longitud total.

## Hábitat
Es un pez de mar de clima tropical y asociado a los  arrecifes de coral que vive entre 3-7 m de profundidad.

## Distribución geográfica
Se encuentran en Indonesia, Papúa Nueva Guinea, las Filipinas y Tailandia.

## Observaciones
Es inofensivo para los humanos.